# Octavio de la Torre
Octavio de la Torre Stéffano (Tijuana, Baja California; 20 de febrero de 1975) es un abogado y empresario mexicano. Desde marzo de 2024 se desempeña como Presidente de la Confederación de Cámaras Nacionales de Comercio, Servicios y Turismo de los Estados Unidos Mexicanos.

## Biografía
Nació el 20 de febrero de 1975 en el municipio de Tijuana, en el estado de Baja California. Es licenciado en derecho por la Universidad Intercontinental, con estudios complementarios en contabilidad e historia. Obtuvo el grado de Maestro en Derecho Aduanero y Comercio Exterior, y posteriormente el grado de Doctor, ambos por el Centro Universitario de Estudios Jurídicos.
Es autor del libro: “Acción de Nulidad de Juicio Concluido: Propuesta de Reforma al Código Federal de Procedimientos Civiles con Efectos en Materia Fiscal y Administrativa” y fundador y catedrático de Trade & Law College.
Es presidente de su firma consultora, Corporativo TLC Asociados, especializada en asuntos fiscales, aduaneros y de comercio exterior.
Ha sido vocal emérito del capítulo México de World Compliance Association, así como consejero titular del Instituto Mexicano del Seguro Social, del Instituto del Fondo Nacional de la Vivienda para los Trabajadores, del Consejo Coordinador Empresarial y miembro de la Cámara Nacional de la Industria de Transformación.
Fue nombrado Académico Numerario de la Academia Internacional de Derecho Aduanero y fue miembro acreditado del Cuarto de Junto en las negociaciones del Tratado entre México, Estados Unidos y Canadá.
Es fundador del Consejo Editorial de Trade Law & Customs Magazine, además de columnista en la Revista Mundo Ejecutivo y en el diario El Universal y conferencista en TEDx.
Dentro de CONCANACO se ha desempeñado como tesorero, vicepresidente de síndicos del contribuyente y vicepresidente de asuntos fiscales. El 14 de marzo de 2024 asumió como presidente de la confederación por un año, tras haber recibido meses atrás el 92% de los votos para ocupar dicho cargo. En noviembre del mismo 2024 fue habilitado para mantenerse en el cargo por un segundo año. 
Durante su administración en la confederación se firmó un convenio con el gobierno federal para que en todas las oficinas de las cámaras de comercio del país haya un módulo de atención de la Procuraduría Federal del Consumidor y durante su participación en Las Mañaneras desde Palacio Nacional lanzó una aplicación móvil para revisar descuentos de la edición 2024 de El Buen Fin.
Ante las amenazas promovidas por el presidente Donald Trump de una guerra comercial entre los Estados Unidos y México, las organizaciones empresariales y el gobierno de México lanzaron una serie de acciones para hacerle frente, entre ellas la creación de un consejo promotor de Hecho en México del que De la Torre forma parte.